# アントニオ・デ・コバルビアスの肖像
『アントニオ・デ・コバルビアスの肖像』（アントニオ・デ・コバルビアスのしょうぞう、仏: Portrait d'Antonio de Covarrubias、英: Portrait of Antonio de Covarrubias）は、1595-1600年に、クレタ島出身であるスペインのマニエリスム期の巨匠エル・グレコがキャンバス上に油彩で描いた肖像画である。画家がトレドにいた時期の作品であり、画家の肖像画中の最高傑作のうちの1つである。1941年のスペインの美術館との作品交換の結果、現在、パリのルーヴル美術館の所蔵となっている。

## 作品
エル・グレコは鋭く綿密な観察者であり、肖像画の名手であった。彼の肖像画は、生き写しであるだけでなく、モデルの人物からにじみ出る雰囲気を記録している上、性格や社会的地位まで伝えている。本作は、その典型的な例である。また、作品に見られる生き生きとした筆致、特に明るいグレーの陰影は、光の効果に対する画家の鋭い感受性を示している。無地の背景は、ティツィアーノとヴェネツィア派の影響を示している。

## モデル
本作のモデルは、スペインの傑出した人文主義者・神学者であったアントニオ・デ・コバルビアスである。彼は、トレドで最も名高かった法学者であり、サラマンカ大学の法学部教授であり、カスティーリャ枢機会議の会員であり、トレド大聖堂の神父であり、ディエゴ・デ・コバルビアスの兄弟であり、美術に関心が深かったため、画家エル・グレコの個人的な友人であった。画家によるもう1点の『アントニオ・デ・コバルビアスの肖像』が、兄弟の『ディエゴ・デ・コバルビアスの肖像』とともにトレドのエル・グレコ美術館にあり、アントニオ・デ・コバルビアスは、『オルガス伯の埋葬』に描かれている人物の1人であるともいわれている。
アントニオ・コバルビアスは、晩年に聴覚を失ったが、本作は鑑賞者にそのような事実を感じさせるほど、人物の内面を見事に描いている。同時に、すでに高齢のこの学者の肖像は、気品ある風格が際立っている。エル・グレコがこの年長の友人に深い敬愛の情を寄せていることの証である。この預言者のような人物とともに、エル・グレコもまた、この時代の画家の中で予知能力のある人と見なされるようになった。

## 関連作品

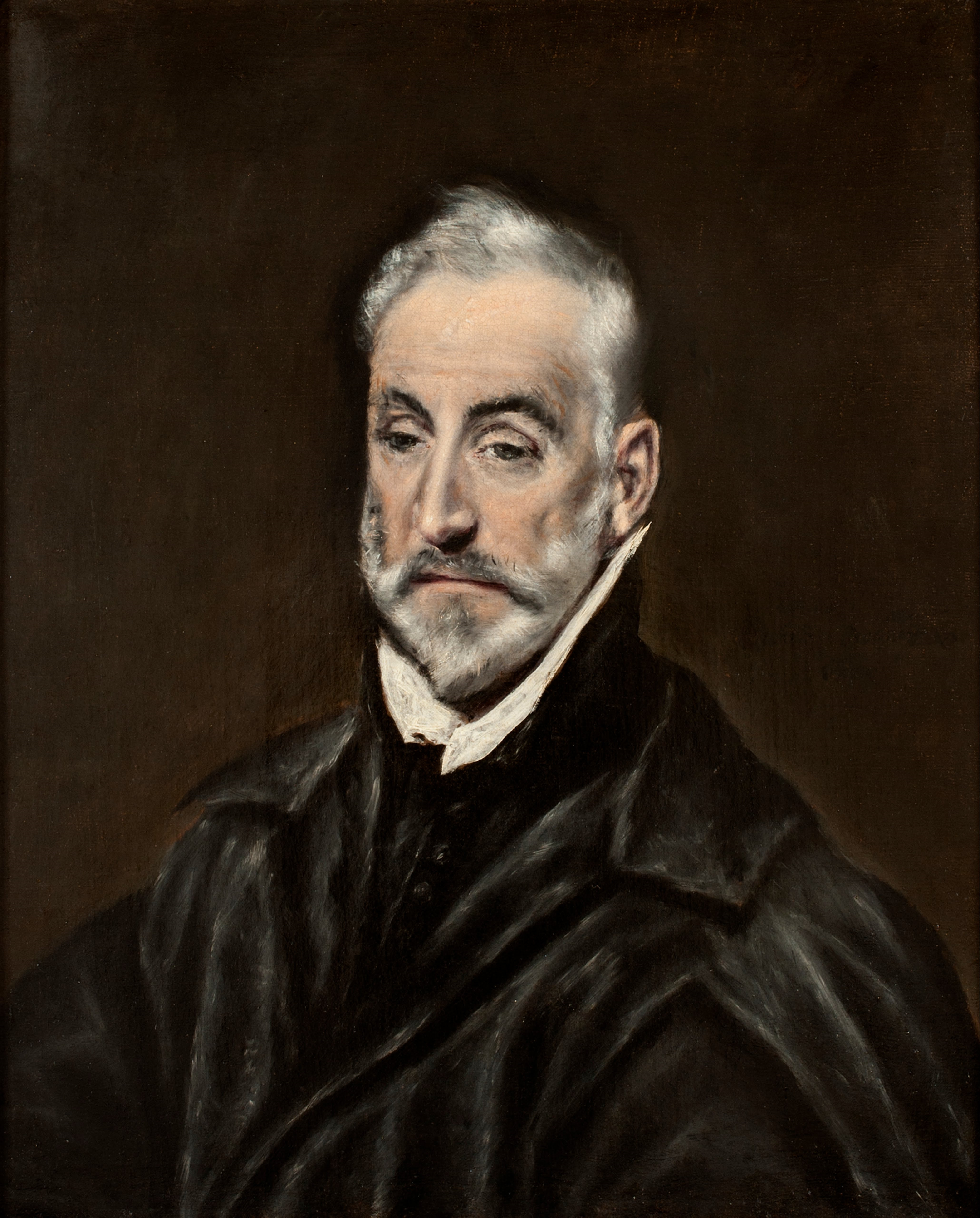
『アントニオ・デ・コバルビアスの肖像』（1595–1600年）エル・グレコ美術館（英語版） (トレド)
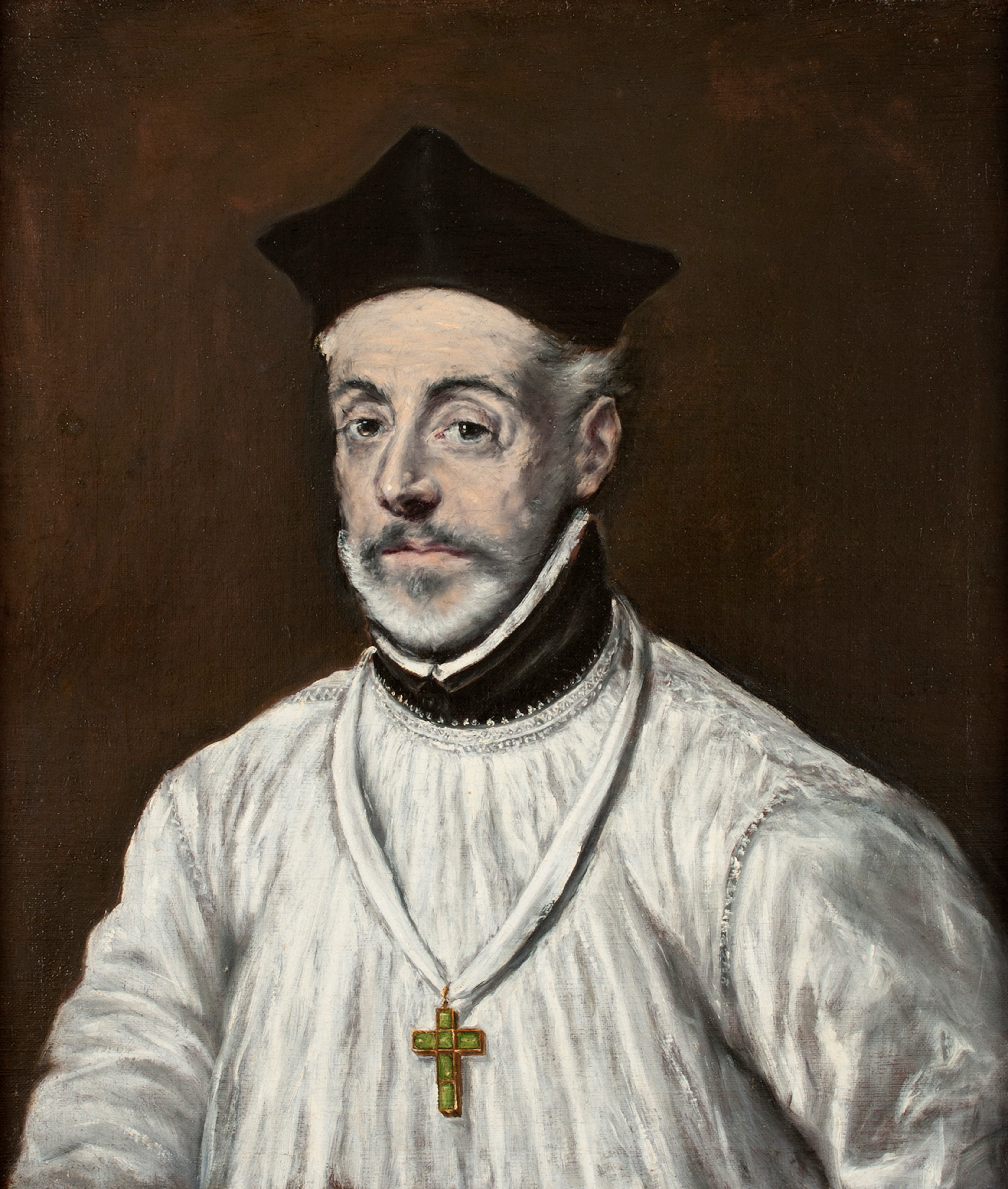
『ディエゴ・デ・コバルビアスの肖像』（1600年頃）エル・グレコ美術館 (トレド)